# Пітер Доногоу
Пітер Доногоу (англ. Peter Donohoe; нар. 18 червня 1953, Манчестер) — британський піаніст.
Закінчив Королівський Північний коледж музики у Дерека Віндема, потім займався у Івонна Лоріо і Олів'є Мессіана. Почав концертувати 1974 року, проте в фокус уваги фахівців і публіки потрапив тільки після того, як 1982 року розділив другу премію на VII Міжнародному конкурсі імені Чайковського (перша премія не була присуджена).
Багаторічна співпраця пов'язує Доногоу з Бірмінгемським симфонічним оркестром, в якому він в юності починав працювати в групі ударних. З цим колективом під керівництвом Саймона Реттла Доногоу, зокрема, записав три фортеп'янні концерти Бели Бартока. 2002 року Реттл запросив Доногоу для участі в своєму інавгураційному концерті як головного диригента Берлінського філармонічного оркестру. Серед інших помітних записів Доногоу — концерт № 2 П. І. Чайковського (за який піаніст був нагороджений премією журналу «Gramophone»), чотири концерти Анрі Шарля Літольфа (для знаменитої серії «Романтичний фортеп'янний концерт» студії Hyperion Records), Соната Ференца Ліста, твори Артура Блісса і Майкла Тіппета.
Виступає і як диригент. 1987 року заснував свій симфонічний оркестр, став запрошеним диригентом декількох камерних оркестрів (Московський камерний оркестр, Шотландський камерний оркестр, Австралійський камерний оркестр і Голландський Лімбург симфонічний оркестр).
На початку 1990-х очолював Бірмінгемського музичне товариство сучасної музики; в 1991—1995 рр. — художній керівник фестивалю мистецтв Solihull.
Віце-президент Консерваторії Бірмінгема.

## Нагороди
- Командор ордена Британської імперії (2010).